# Ecapo
Ecapo ist ein osttimoresischer Ort im  Sucos Leorema (Verwaltungsamt Bazartete, Gemeinde Liquiçá).

## Geographie und Einrichtungen
Das Dorf Ecapo liegt mit dem Westteil im Nordosten der Aldeia Ergoa und mit dem Ostteil und dem Ortszentrum im Nordwesten der Aldeia Urluli. Am Nordrand der Siedlung verläuft die Grenze zur Aldeia Baura. Ecapo befindet sich auf einer Meereshöhe von 894 m, in einem Tal zwischen dem Foho Cutulau und dem Berg, der den Süden von Leorema dominiert. Nordwestlich fließt der Caicabaisala, ein Nebenfluss des Lóis.
In Ecapo stehen auf der Seite von Ergoa der Sitz des Sucos Leorema, eine Grundschule und eine medizinische Station. Eine Straße führt nach Norden auf den Foho Cutulau zu den Orten Baura und Urema. Die Straße zum südlichen Berge erreicht als erstes die Dörfer Ergoa und Urluli.